# Eleccions al Landtag de Baviera de 1950
Les eleccions al Landtag de Baviera de 1950 es van caracteritzar per: 
- La CSU no va obtenir majoria absoluta. Van ser els seus pitjors resultats (només un 27,9%, 0,2% més que els socialdemòcrates).
- El SPD es va quedar a 0,2 punts de la CSU: el més prop de la victòria.
- Els liberals, malgrat tenir els seus segons millors resultats, van anar la 5a força.
- Els partits petits van arrasar: el Partit de Baviera va obtenir el 18% dels vots, i el Bloc dels expulsats el 12%.

| Partit polític       | Percentatge | Escons |
| -------------------- | ----------- | ------ |
| CSU                  | 27,9        | 64     |
| SPD                  | 27,7        | 63     |
| Partit de Baviera    | 17,6        | 39     |
| Lliga dels Expulsats | 12,2        | 26     |
| FPD                  | 7,1         | 12     |
| DKP                  | 1,9         | 0      |